# 琉球船舶旗

琉球船舶旗

国際信号旗D旗

1967年以降の琉球船舶旗（上部は三角旗）

琉球船舶旗（りゅうきゅうせんぱくき）は、「琉球船籍」の船舶が掲げた旗のこと。

## 概要
国際法では通常、公海を航行する船舶は常時国旗を掲げることになっている。しかし、アメリカ統治下の沖縄の国際法上の地位は不安定で、星条旗（アメリカ合衆国の国旗）も日章旗（日本の国旗）も掲げることができなかった。
琉球列島米国民政府では、国際信号旗のD旗の端を三角に切り落としたものを「琉球船舶旗」に決定し、船舶の掲揚を義務付けた。占領期のドイツの船が「C」旗を、占領期の日本の船が「E」旗を掲揚していたことと同様の処置であった。「D」（NATOフォネティックコードでは「デルタ」）の旗であることから、琉球船舶旗は「デルタ旗」とも呼ばれた。

## 歴史
第二次世界大戦で米国占領下に入った沖縄では、1946年（昭和21年）の戦時刑法（米国海軍軍政府布告第二号）で日本国旗の掲揚が禁止された。
その後、サンフランシスコ講和条約が発効した日にあたる1952年（昭和27年）4月28日に米国民政府は「刑法並びに訴訟手続法典」（いわゆる集成刑法）を改正して政治的意味を伴わない限りで個人の家屋又は個人的集会での日本国旗の掲揚を認め、さらに1962年（昭和37）1月1日からは法定の祝祭日と正月三が日に限り公共建築物での日本国旗の掲揚を認めた（米国民政府布令第144号改正第17号）。しかし、琉球船籍の船舶は米国国旗も日本国旗も掲げることができない状況が続いた。
国際信号旗D旗を利用したこのような取り扱いは国際的には通用していなかったため、1962年（昭和37年）4月、インドネシアのモロタイ島海域で操業中のマグロ漁船が国籍不明を理由にインドネシア海軍から銃撃を受ける第一球陽丸事件が発生した。第一球陽丸事件では乗員23人中1人死亡、3人が重軽傷を負った。
1967年（昭和42年）7月1日の琉球船舶規則〔高等弁務官布令第57号改正第3号〕により琉球船舶は上部に「琉球 RYUKYUS」と表示した二等辺三角形の三角旗を付けた日本国旗を特別旗として掲げることになった。
その後、米国民政府布令第144号改正第24号が1969年（昭和44年）12月18日に公布、1970年（昭和45年）1月1日に施行され、琉球内での日本国旗掲揚を禁じた条項は撤廃された。